# Batalha de Minorca
A Batalha de Minorca ocorreu entre os 4 e 9 de fevereiro de 1939, na ilha de Minorca durante a Guerra Civil Espanhola.

## Antecedentes
Após a queda da Catalunha, Minorca, a única das Baleares sob controle da República, foi isolada de qualquer outro território republicano pelo bloqueio naval dos nacionalista. O general Francisco Franco, prometeu ao governo britânico que as tropas italianas de Mussolini  iriam abandonar as Ilhas Baleares após a guerra, se o governo britânico concordasse em organizar a rendição da guarnição republicana.

## Negociações
Em 08 janeiro de 1939 o almirante Luis González de Ubieta foi transferido para Minorca para tomar o comando da base naval republicana em Port Mahon, sendo-lhe também dada a autoridade para comandar todas as forças militares republicanas na ilha.
Em 7 de fevereiro, o cruzador pesado britânico HMS Devonshire chegou ao porto de Mahon com um emissário nacionalista a bordo. Este disse ao comandante republicano, Luis Ubieta, que as forças nacionalistas iriam ocupar a ilha no dia seguinte, e que concordaria que os oficiais e partidários da republica se retirassem a bordo do navio inglês.
No mesmo dia, três batalhões da guarnição republicana, liderada por um membro da quinta coluna, Juan Thomas ocuparam a Ciutadella de Menorca, depois de matar o comandante republicano Marcelino Rodríguez. Uma brigada de tropas republicanas chegou de Mahon, derrotando as tropas rebeldes após um breve combate.
Os dirigentes republicanos acreditavam que a luta era inútil, estavam dispostos a rendição da ilha e desejavam abandonar esta a bordo do Devonshire. Em 8 de fevereiro o cruzador partiu para Marselha com 452 refugiados republicanos a bordo.  No dia seguinte, a divisão 105 do Exército Nacionalista desembarcou em Minorca, e aceitou a rendição das tropas republicanas.
Após a rendição de Minorca, muitos oficiais republicanos no continente acreditavam que seria aconselhavel negociar um acordo com os nacionalistas, e começaram a planejar um golpe contra o governo de Juan Negrín.